# Lista kosmodromów
Poniżej znajduje się Lista kosmodromów.

## Państwowe

### Brazylia (FAB,AEB)
- Kosmodrom Alcântara (w użyciu od 1989)
- Barreira do Inferno Launch Center (w użyciu od 1965)

### Kanada (CAF,CSA)
- Fort Churchill (w użyciu od 1954)

### Chiny (CNSA)
- Centrum Startowe Satelitów Jiuquan (w użyciu od 1958)
- Centrum Startowe Satelitów Taiyuan (w użyciu od 1968)
- Centrum Startowe Satelitów Wenchang (w użyciu od 2013)
- Centrum Startowe Satelitów Xichang (w użyciu od 1984)

### Europa (ESA),Francja (CNES)
- Gujańskie Centrum Kosmiczne (w Gujanie Francuskiej) (w użyciu od 1968)
- Hammaghir (w użyciu 1952-1967)

### Indie (ISRO)
- Centrum Kosmiczne Satish Dhawan (w użyciu od 2008)
- Thumba Equatorial Rocket Launching Station (w użyciu od 1963)

### Iran (ISA)
- Semnan (w użyciu od 2013)

### Izrael (ISA)
- Baza Lotnicza Palmachim (w użyciu od 1988)

### Włochy (ASI)
- Centrum kosmiczne Luigi Broglio (wody terytorialne Kenii) (w użyciu od 1967)

### Japonia (JAXA)
- Centrum Lotów Kosmicznych Tanegashima (w użyciu od 1969)
- Centrum Kosmiczne Uchinoura (w użyciu od 2003)

### Korea Północna (KCST)
- Tonghae Satellite Launching Ground (w użyciu od 1980)
- Sohae Satellite Launching Station (w użyciu od 1990)

### Korea Południowa (KARI)
- Centrum Kosmiczne Naro (w użyciu od 2009)

### Szwecja (SNSB)
- Esrange (w użyciu od 1964)

### Pakistan (SUPARCO)
- Centrum Startowe Sonmiani (w użyciu od 1961)
- Tilla Satellite Launch Centre (w użyciu od 1989)

### Rosja (RKA)
- Bajkonur (w Kazachstanie) (w użyciu od 1955)
- Dombarowskij (w użyciu od 2002)
- Kapustin Jar (w użyciu od 1946)
- Plesieck (w użyciu od 1957)
- Swobodny (w użyciu od 1997)
- Wostocznyj (w użyciu od 2016)

### Stany Zjednoczone (NASA,DoD)
- Kennedy Space Center (w użyciu od 1962)
- Wallops Flight Facility (w użyciu od 1945)
- Cape Canaveral Space Force Station (w użyciu od 1950)
- Vandenberg Air Force Base (w użyciu od 1941)
- Ośrodek Testów Balistycznej Obrony Rakietowej im. Ronalda Reagana (Wyspy Marshalla, w użyciu od 1959)
- White Sands Space Harbor (w użyciu od 1976)
- Edwards Air Force Base (w użyciu od 1933)

## Prywatne

### Na terenie USA
- Corn Ranch
- Kodiak Launch Complex
- Mid-Atlantic Regional Spaceport
- Mojave Air and Space Port
- Oklahoma Spaceport
- Spaceport America

### Na terenie ZEA
- Ras Al Khaimah spaceport

### na oceanie
- Ocean Odyssey